# 801 (číslo)
Osm set jedna je přirozené číslo. Následuje po čísle osm set a předchází číslu osm set dva. Římskými číslicemi se zapisuje DCCCI a řeckými číslicemi ωα.

## Matematika
801 je:
- Deficientní číslo
- Složené číslo
- Nešťastné číslo

## Astronomie
- (801) Helwerthia je planetka hlavního pásu, kterou objevil v roce 1915 Max Wolf

## Roky
- 801
- 801 př. n. l.